# Wichayanee Pearklin
Wichayanee Pearklin (tailandés: วิชญาณี เปียกลิ่น, nacida el 21 de septiembre de 1989) conocida simplemente como Gam Wichayanee es una cantante, actriz y presentadora de televisión tailandesa.

## Biografía
Gam nació en 1989 en Phatthalung, Tailandia, luego se mudó a Phuket en 1995 para vivir con su hermana menor Jinnapak Pearklin y su madre Yada Pearklin, que trabajaba como enfermera. Gam pudo cantar cuando tenía tres años. Durante el primer año en su escuela primaria, ganó un concurso de canto por primera vez, y cuando estaba en su tercer año, fue seleccionada para ser cantante principal de la banda de música de la escuela y practicó cantando canciones difíciles en tailandés para mejorar sus habilidades para el canto. Su madre llevó a Gam para participar en numerosos concursos en varios eventos, donde Gam generalmente ganaba los primeros premios. 
Gam realizó su educación secundaria en la escuela Satree Phuket y se unió a la temporada 4 de "The Star" en 2008. Ella ganó el concurso de talentos y firmó un contrato con el sello Exact, bajo GMM Grammy, la compañía de entretenimiento de conglomerado de medios más grande de Tailandia. Luego comenzó su carrera de cantante en la música moderna tailandesa. Después de ganar The Star, aprobó un examen directo para obtener su licenciatura en la Facultad de Música de la Universidad Silpakorn y se graduó en 2013. Actualmente, Gam vive con su hermana en Bangkok, mientras su madre todavía trabaja en Phuket.

## Carrera
Gam es reconocida por su poder, técnica de canto y desempeño emocional.
Además de en tailandés, canta en inglés, en coreano y en japonés.
Fue seleccionado por el Gobierno Real de Tailandia para actuar en la ceremonia oficial conmemorativa del rey Bhumibol Adulyadej en la Casa Real del Gobierno de Tailandia.
Gam ha grabado voces para películas y dibujos animados. El trabajo más emblemático en películas animadas ha sido con Disney, donde expresó a dos princesas: Tiana ("Tiana y el sapo") y Elsa ("Frozen" y "Frozen II"). Interpretó la versión tailandesa de la canción "Let It Go" de la película "Frozen" y del hijo "Into the Unknown" de la película "Frozen II".
El 9 de febrero de 2020, Gam y otras nueve mujeres se unieron a Idina Menzel y Aurora en el escenario durante la 92.ª edición de los Premios de la Academia, donde juntas interpretaron "Into the Unknown" en nueve idiomas diferentes: Maria Lucia Heiberg Rosenberg en danés, Willemijn Verkaik en alemán, Takako Matsu en japonés, Carmen Sarahí en español latinoamericano, Lisa Stokke en noruego, Kasia Łaska en polaco, Anna Buturlina en ruso, Gisela en español europeo y Gam Wichayanee en tailandés.

## Discografía
- "GAM" (2008).[6]
- "Baby's Is you" (2011).[7]